# Current Opinion
Current Opinion je kolekcija časopisa pregleda iz raznih disciplina prirodnih nauka koje objavljuje Elsevier. Svako izdanje svakog časopisa, svi od kojih izlaze svakog drugog meseca, obrađuje jednu ili više tema člancima koje su napisali naučnici koji su specijalizovani u datom polju i autori koji su pozvani da doprinesu pregledu. Sadržaj je namenjen osobama koje nisu eksperti ili specijalisti. Cilj svakog časopisa je da pokrije sve nedavne napretke u svojoj tematskoj oblasti, i da usmeri čitaoca na najvažnija originalna istraživanja.

## Časopisi
- Current Opinion in Behavioral Sciences (ISSN 2352-1546), osnovan 2014. godine
- Current Opinion in Biotechnology (ISSN 0958-1669), osnovan 1990. godine
- Current Opinion in Cell Biology (ISSN 0955-0674), osnovan 1989. godine
- Current Opinion in Chemical Biology (ISSN 1367-5931), osnovan 1997. godine
- Current Opinion in Chemical Engineering (ISSN 2211-3398), osnovan 2011. godine
- Current Opinion in Colloid and Interface Science (ISSN 1359-0294), osnovan 1996. godine
- Current Opinion in Development (ISSN 0959-437X), osnovan 1991. godine
- Current Opinion in Environmental Sustainability (ISSN 1877-3435), osnovan 2009. godine
- Current Opinion in Genetics & Development (ISSN 0959-437X), osnovan 1991. godine
- Current Opinion in Immunology (ISSN 0952-7915), osnovan 1988. godine
- Current Opinion in Microbiology (ISSN 1369-5274), osnovan 1998. godine
- Current Opinion in Neurobiology (ISSN 0959-4388), osnovan 1991. godine
- Current Opinion in Pharmacology (ISSN 1471-4892), osnovan 2001. godine
- Current Opinion in Plant Biology (ISSN 1369-5266), osnovan 1998. godine[1]
- Current Opinion in Solid State and Materials Science (ISSN 1359-0286), osnovan 1996. godine
- Current Opinion in Structural Biology (ISSN 0959-440X), osnovan 1991. godine
- Current Opinion in Virology (ISSN 1879-6257), osnovan 2011. godine

## Spoljašnje veze
- Zvanični veb-sajt